# Chromalizus rugosus
Chromalizus rugosus är en skalbaggsart som först beskrevs av Aurivillius 1912.  Chromalizus rugosus ingår i släktet Chromalizus och familjen långhorningar.
Artens utbredningsområde är Gabon. Inga underarter finns listade i Catalogue of Life.